# Pelophylax epeiroticus
Pelophylax epeiroticus (tên tiếng Anh: Epirus Water Frog) là một loài ếch trong họ Ranidae. Chúng được tìm thấy ở Albania và Hy Lạp.
Các môi trường sống tự nhiên của chúng là thảm cây bụi kiểu Địa Trung Hải, sông, đầm nước, hồ nước ngọt, đầm nước ngọt, và các đồn điền. Loài này đang bị đe dọa do mất môi trường sống.

## Hình ảnh

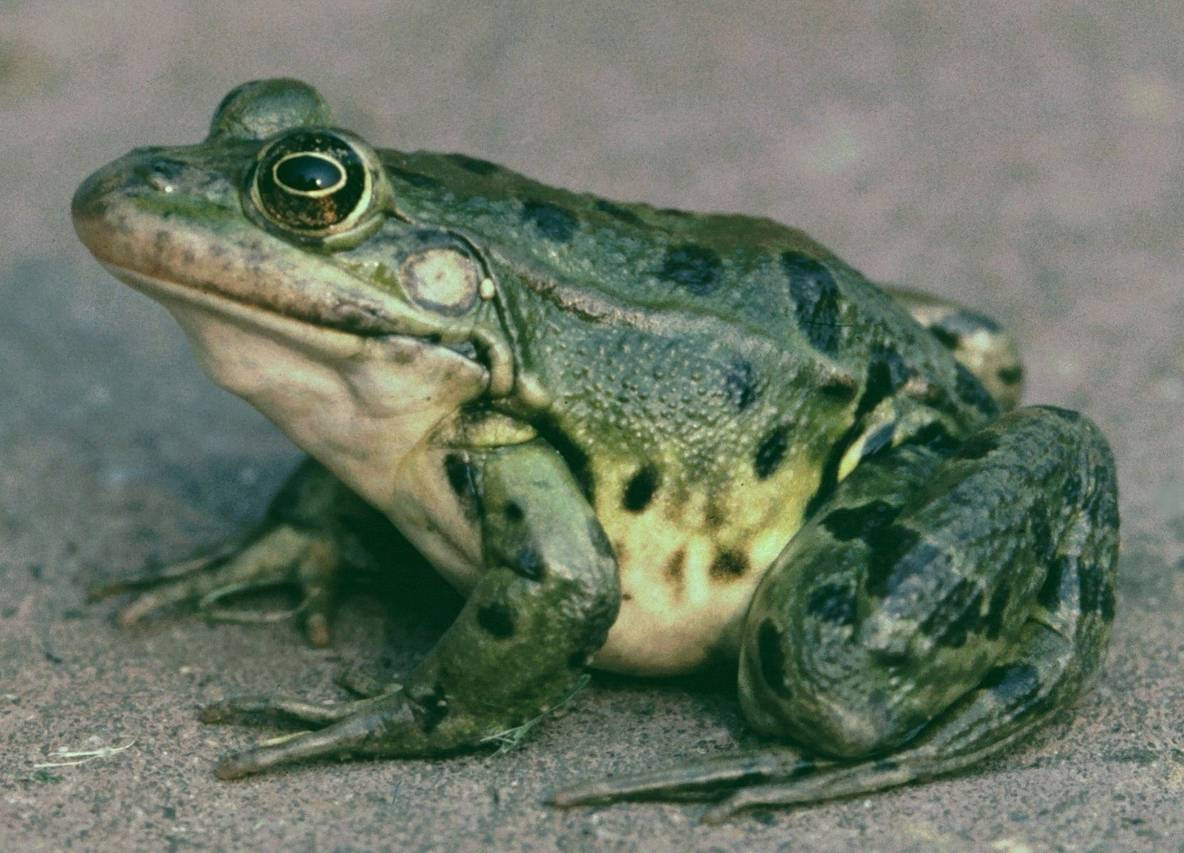
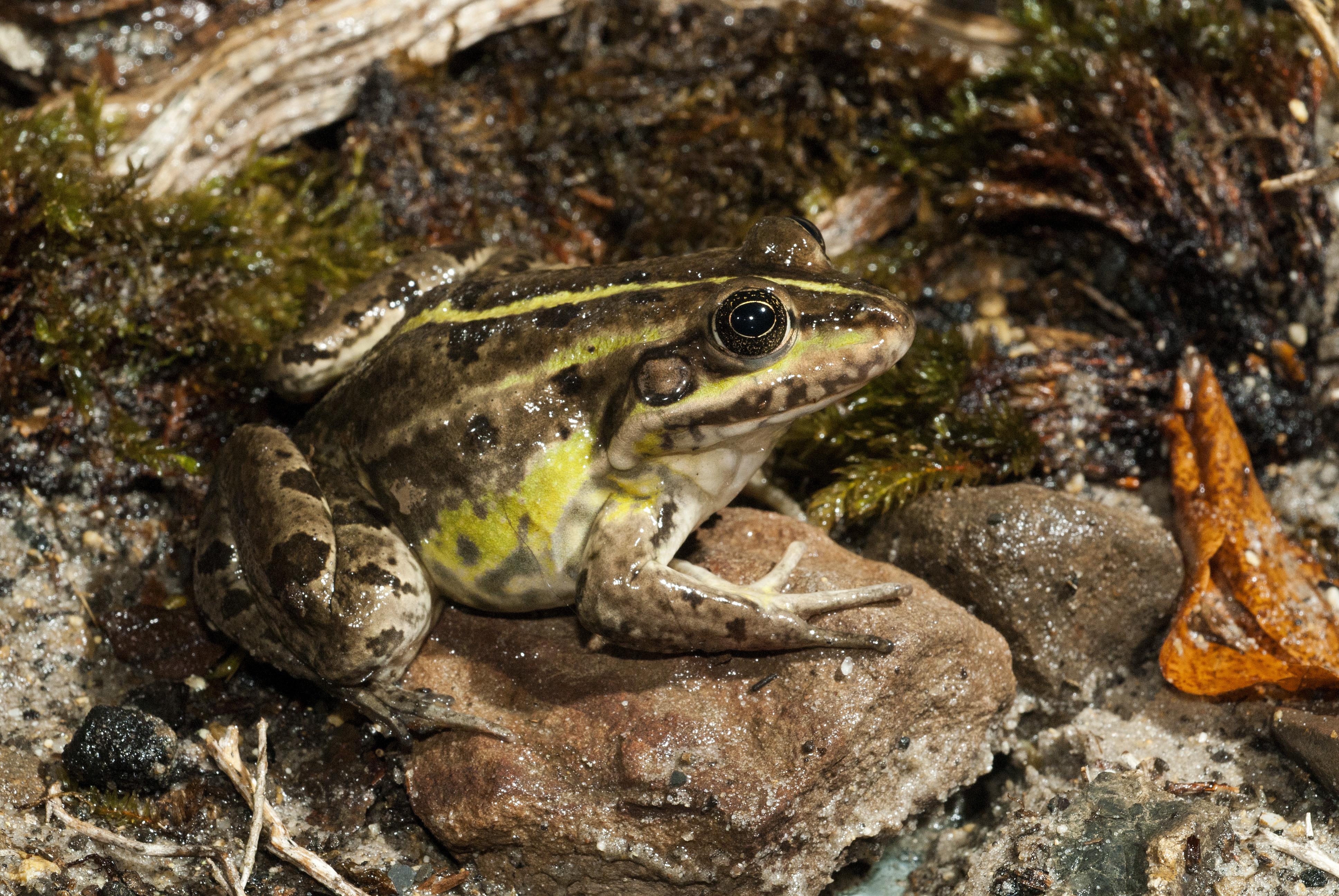